# Hibiscus corymbosus
Hibiscus corymbosus är en malvaväxtart som beskrevs av Ferdinand von Hochstetter och Achille Richard. Hibiscus corymbosus ingår i Hibiskussläktet som ingår i familjen malvaväxter. Inga underarter finns listade i Catalogue of Life.